# 군기

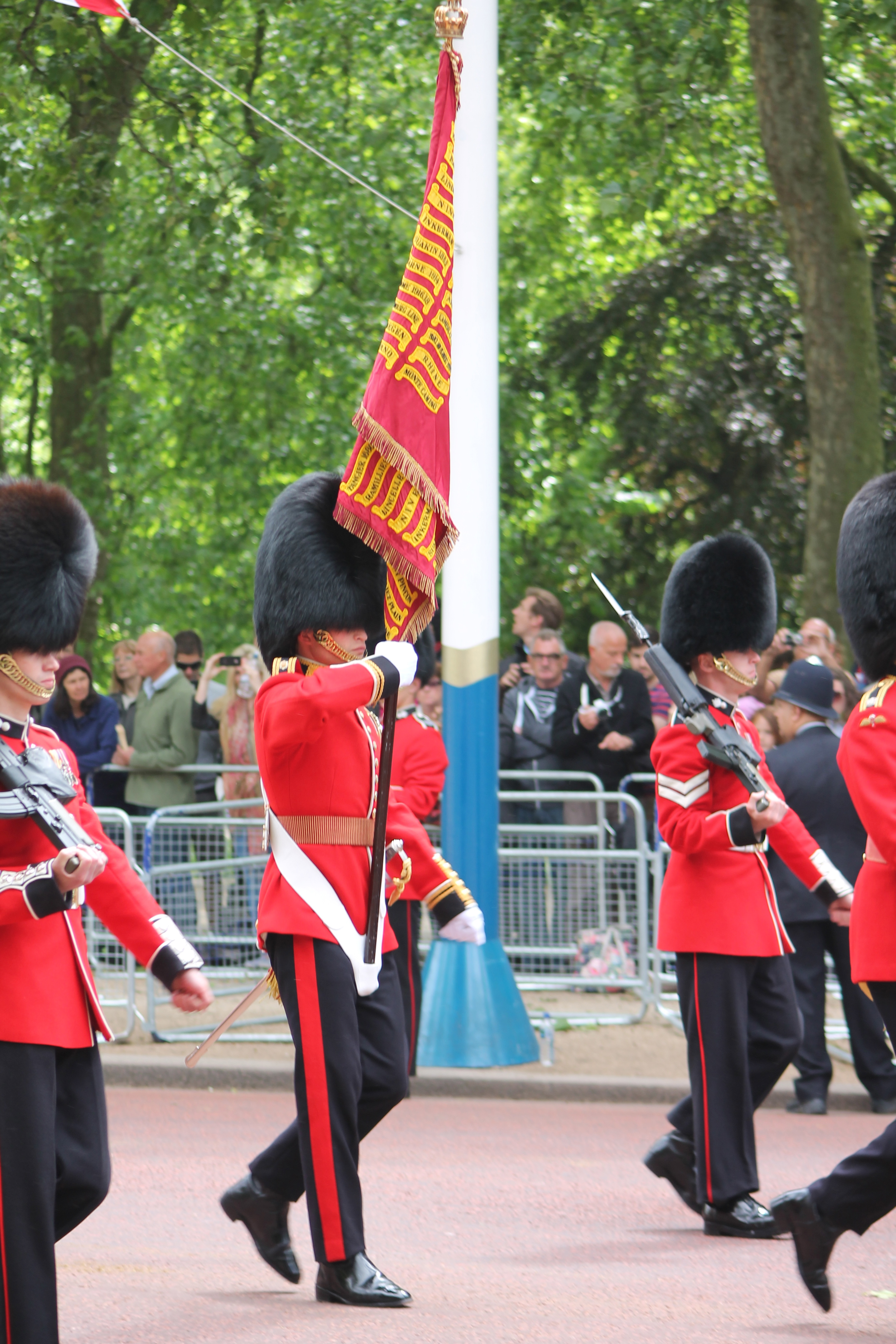
영국 근위척탄병연대의 군기.

군기(軍旗, colours, standards, guidons)는 군대의 각 단위 부대를 상징하는 기다.

## 같이 보기
- 전쟁기